# هينز أرندت
كان هاينز فولفغانغ أرندت (بالإنجليزية: Heinz Arndt)‏ (26 فبراير 1915 - 6 مايو 2002) اقتصاديًا أستراليًا ألماني المولد.

## سيرة شخصية
ولد هاينز وولفغانغ أرندت في بريسلاو بألمانيا في عام 1915 ، وهو الابن الأكبر لفريتز جورج أرندت (1885-1969) وجوليا (نيي هيمان). حصل آرندت على شهادتين من جامعة أكسفورد ودرَّس في كلية لندن للاقتصاد وجامعة مانشستر قبل أن يستقر في أستراليا عام 1946. أثناء دراسته في إنجلترا، تزوج من زوجته روث (ني ستروهسل) التي عاش معها فيما بعد في كانبيرا حتى وفاتها عام 2001. في عام 1950 ، شغل آرندت رئاسة الاقتصاد في كلية كانبيرا الجامعية آنذاك. أصبح رئيسا لقسم البحوث في كلية المحيط الهادئ والدراسات الآسيوية (R S P A S) في الجامعة الوطنية الأسترالية (A N U) في عام 1963. شغل هذا المنصب حتى تقاعده في عام 1980. كان أحد أنشطته الرئيسية كرئيس للإدارة هو إنشاء وإدارة مشروع إندونيسيا الذي يرعى الأبحاث في الاقتصاد الإندونيسي . كجزء من أنشطته مع مشروع إندونيسيا، أنشأ المجلة الأكاديمية نشرة الدراسات الاقتصادية الإندونيسية (B I E S) .
توفي أرندت في حادث سيارة في كانبيرا في مايو 2002. كان في طريقه لحضور جنازة صديقه المقرب، السير ليزلي ميلفيل، حيث كان يودع في تأبينه.
كان أرندت رئيس الجمعية الاقتصادية لأستراليا ونيوزيلندا ، ورئيس القسم G (الاقتصاد) في ANZAAS . قام بكتابة أو شارك في كتابة سبعة كتب، وقام بتحرير مجموعتين من المقالات من قبل مؤلفين مختلفين عن الاقتصاد الأسترالي ، ونشر ست مجموعات من مقالاته الخاصة، وأنتج أكثر من مائة مقال، وتقرير، ومراجعة كتب ومحاضرات منشورة. كما عمل مستشارًا في مناسبات مختلفة للاستفسارات واللجان الدولية. في عام 1979 تم تعيينه رئيسًا لمجموعة من الخبراء لإعداد دراسة للكومنولث حول العوامل التي تقيد النمو الاقتصادي العالمي في بداية الثمانينيات.
كان أرندت رئيس تحرير مجلة كوادرانت .
كان لأرندت ثلاثة أطفال، كريستوفر، نيكولاس ومعالج الجنس بيتينا أرندت .
في أكتوبر 2008 ، تم تسمية شارع A r n d t في ضاحية F o r d e في Canberra بشكل مشترك باسم Ruth و Heinz A r n d t تقديراً لعملهما في مجتمع Canberra ومساهمة Heinz A r n d t في دراسة أستراليا للتطورات الاقتصادية في آسيا.

## قائمة المراجع
Arndt, H. W. (1944). The economic lessons of the Nineteen-Thirties. London: Oxford University Press. {{استشهاد بكتاب}}: يحتوي الاستشهاد على وسيط غير معروف وفارغ: |1= (مساعدة) البنوك التجارية الأسترالية (1957) ملبورن: شيشاير
الاقتصاد الأسترالي: حجم قراءات (ed. مع WM C o r d e n ) (1963) ملبورن: شيشاير الضرائب في أستراليا: أجندة للإصلاح (مع RI Downing وغيرها) (1964) ملبورن: مطبعة جامعة ملبورن
بعض عوامل النمو الاقتصادي في أوروبا خلال الخمسينيات (منشور رسمي، مؤلف مشارك) (1964) جنيف: الأمم المتحدة دولة صناعية غنية صغيرة: دراسات في التنمية الأسترالية والتجارة والمعونة (1968) ملبورن: شيشاير
ثلاث مرات 18: مقال في السيرة السياسية كوادرانت، مايو - يونيو 1969 الاقتصاد الأسترالي: المجلد الثاني من القراءات (ed. مع AH Boxer) (1972) ملبورن: شيشاير
أستراليا. مسح اقتصادي لمنظمة التعاون الاقتصادي والتنمية (منشور رسمي ؛ مؤلف مشارك) (1973) باريس: منظمة التعاون والتنمية في الميدان الاقتصادي صعود وهبوط النمو الاقتصادي. دراسة في الفكر المعاصر (1978) ملبورن: لونجمان شيشاير.
الأزمة الاقتصادية العالمية. منظور الكومنولث (مؤلف مشارك مع AK C a i r n c r o s s وآخرون) (1980) لندن: أمانة الكومنولث الأوراق الإندونيسية التي تم جمعها (1984) سنغافورة: منشورات شوبمان
دورة من خلال الحياة: مذكرات خبير اقتصادي أسترالي (1985) كانبيرا: A N U يوميات آسيا (1987) سنغافورة: منشورات شوبمان
التنمية الاقتصادية: تاريخ الفكرة (1987) شيكاغو: مطبعة جامعة شيكاغو خمسون سنة من دراسات التنمية (1993) كانبيرا: A N U
مقالات في الاقتصاد الدولي، 1944-1994 (1996) لندن: أفيري — (يوليو–أغسطس 1996). "The deaths in East Timor". Letters. Quadrant. ج. 40 ع. 7–8: 5. {{استشهاد بدورية محكمة}}: يحتوي الاستشهاد على وسيط غير معروف وفارغ: |1= (مساعدة)
الأزمة الاقتصادية لجنوب شرق آسيا (مؤلف مشارك مع هال هيل) (1999) سانت ليوناردز، نيو ساوث ويلز: ألين آند أونوين مقالات في السيرة الذاتية: ملحق الاقتصاديين الأستراليين لمجلة تاريخ الاقتصاد، العدد 32 ، صيف 2000.
أهمية المال. مقالات في الاقتصاد الكلي المحلي 1949-1999 (2001) A b i n g d o n: A s h g a t e.